# 島町 (さいたま市)
島町（しまちょう）は、埼玉県さいたま市見沼区の町名。現行行政地名は島町一丁目・島町二丁目および島町。住居表示未実施地区。郵便番号は337-0006。本項では、島町の前身で現在も残存する大字島（しま）と、その前身である島村（しまむら）についても述べる。

## 地理
さいたま市見沼区の北部の大宮台地（片柳支台）上に位置する。一部島川からの開析谷による低地も地内の中央部にある。現在の東大宮や春岡などの周辺同様、農地が広がっていたが、全域が市街化区域（主に第一種中高層住居専用地域）に指定され、島町東部土地区画整理事業によって東側が住宅地となった。また、西部でも島町西部土地区画整理事業によって道路の建設が進んでいる。

## 歴史
かつては江戸期より存在した武蔵国足立郡南部領に属する島村であった。村高は正保年間の『武蔵田園簿』では175石余（田2町余、畑10町9反余）、『元禄郷帳』では235石余、『天保郷帳』では244石余であった。正保 - 元禄年間や享保年間に新田開発が行われていた。助郷は日光御成街道大門宿に出役していたが、享保・寛保・宝暦年間は水害被害に見舞われがちな植田谷領の村に代わり中山道大宮宿にも出役していた。化政期の戸数は45軒で、村の規模は東西12町、南北18町であった。見沼に持添新田を領していた。堀崎村・砂村の間や砂村・本郷村の間に飛地を領していた。
- 初めは幕府領で以降変遷なし[7]。なお、検地は1690年（元禄3年）に実施。持添新田の検地は1731年（享保16年）に実施。
- 1828年（文政11年）より岩槻宿寄場西組39か村組合に所属[7]。
- 1868年（慶応4年）6月19日 - 武蔵知県事・山田政則（忍藩士）の管轄となる。
- 1869年（明治2年） 
  - 1月13日 - 武蔵知県事・宮原忠英の管轄区域に大宮県を設置、同県の管轄となる。県庁は東京府馬喰町に置かれる。
  - 9月29日 - 県庁が浦和に置かれ浦和県に改称。
- 1871年（明治4年）11月13日 - 第1次府県統合により埼玉県の管轄となる。
- 1879年（明治12年）3月17日 - 足立郡の区域をもって行政区画としての北足立郡が発足。郡役所は浦和宿に設置。
- 1889年（明治22年）4月1日 - 町村制施行により、大和田村・砂村・土呂村・西本郷村・今羽村・堀崎村・島村が合併し、大砂土村が発足[8]。大砂土村の大字島となる[7]。
- 1940年（昭和15年）11月3日 - 大宮町・三橋村・日進村・宮原村・大砂土村が合併し、大宮市が発足[9]。同市の大字となる[10]。
- 1960年（昭和35年）12月19日 - 一部を事業区域に含む砂土地区画整理事業（第2工区）の都市計画決定が告示される[11]。
- 1961年（昭和36年）4月10日 – 町名地番変更により、大字島および大字堀崎の各一部から島町が成立[7][10]。
- 1971年（昭和46年）1月19日 - 砂土地区画整理事業（第2工区）の事業計画決定が告示される[11]。
- 1977年（昭和52年）4月1日 - 地内に大宮市立島小学校（現・さいたま市立島小学校）が開校する[12]。
- 1978年（昭和53年）2月28日 - 地内にしま幼稚園が開園する[12]。
- 1996年（平成8年）
  - 1月13日 - 砂土地区画整理事業（第2工区）の換地処分が前日に行われた[11]ことに伴い、事業区域とその周辺で町名地番変更が行われ[13]、東大宮五丁目・大字砂・大字大和田・大字堀崎・大字島の各一部から東大宮七丁目が成立。また、大字砂および大字島の各一部が東大宮六丁目に編入される。
  - 3月29日 - 島町の一部を事業区域に含む島町東部土地区画整理事業の都市計画決定が告示される[11]。
  - 7月2日 - 島町東部土地区画整理事業の事業計画決定が告示される[11]。
- 2001年（平成13年）5月1日 - 浦和市・大宮市・与野市が合併し、さいたま市が発足。島町は同市の町名となり、大字島は同市の大字となる。
- 2003年（平成15年）4月1日 - さいたま市が政令指定都市に移行。島町は同市見沼区の町名となり、大字島は同市見沼区の大字となる。
- 2008年（平成20年）7月19日 - 島町東部土地区画整理事業の換地処分が前日に行われた[11]ことに伴い、町名地番変更が行われ[14]、島町の一部からが島町一丁目・二丁目が成立[15]。また、島町の一部で住所が変更となる[15]。
- 2009年（平成21年）
  - 1月10日 - 深作西部土地区画整理事業の換地処分が前日に行われた[11]ことに伴い、事業区域とその周辺で町名地番変更が行われ[14]、島町および大字深作の各一部から春岡三丁目が成立[16]。
  - 10月30日 - 島町の一部を事業区域に含む島町西部土地区画整理事業の都市計画決定が告示される[11]。
- 2010年（平成22年）2月15日 - 島町西部土地区画整理事業の事業計画決定が告示される[11]。
- 2017年（平成29年）
  - 4月1日 - 島町に「特別養護老人ホーム島町花の郷」が開設される[17]。
  - 4月12日 - 島町に複合商業施設「ハレノテラス」が開業する[18]。
  - 4月 - 島町西部土地区画整理事業区域内において、都市計画道路東大宮七里線および都市計画道路堀崎深作線の各一部が供用開始される[18]。

## 世帯数と人口
2017年（平成29年）9月1日時点の世帯数と人口は以下の通りである。
| 町丁       | 世帯数    | 人口    |
| ---------- | --------- | ------- |
| 島町       | 1,987世帯 | 4,730人 |
| 島町一丁目 | 190世帯   | 523人   |
| 島町二丁目 | 150世帯   | 440人   |
| 計         | 2,327世帯 | 5,693人 |

## 小・中学校の学区
市立小・中学校に通う場合、学区（校区）は以下の通りとなる。
| 町丁       | 区域           | 小学校                 | 中学校                   |
| ---------- | -------------- | ---------------------- | ------------------------ |
| 島町       | 全域           | さいたま市立島小学校   | さいたま市立大砂土中学校 |
| 島町一丁目 | 8番地6・8番地7 | さいたま市立春岡小学校 | さいたま市立春野中学校   |
| 島町一丁目 | 11番地39       | さいたま市立春岡小学校 | さいたま市立春里中学校   |
| 島町一丁目 | その他         | さいたま市立島小学校   | さいたま市立大砂土中学校 |
| 島町二丁目 | 全域           | さいたま市立島小学校   | さいたま市立大砂土中学校 |

## 交通

### 鉄道
町域内に鉄道路線および鉄道駅はない。鉄道利用時は東武野田線七里駅やJR東北本線（宇都宮線）東大宮駅を利用することになる。

### 道路
- 東大宮七里線
- 堀崎深作線
- 東大宮岩槻線

## 施設
島町
- さいたま市立島小学校
- しま幼稚園 - 学校法人 島学園
- 特別養護老人ホーム島町花の郷
- 島町自治会館
- ハレノテラス - 複合商業施設[21]
- 薬王寺
- 三番関公園（一部）
- けやき公園
- 島町自然の森
- さいたま市ふれあい広場第14号

島町一丁目
- 三番関公園（一部）

島町二丁目
- 創価学会見沼文化会館
- 地蔵公園